# Rosselló (Nordkatalonien)

Lage der Comarca Rosselló im Département Pyrénées-Orientales

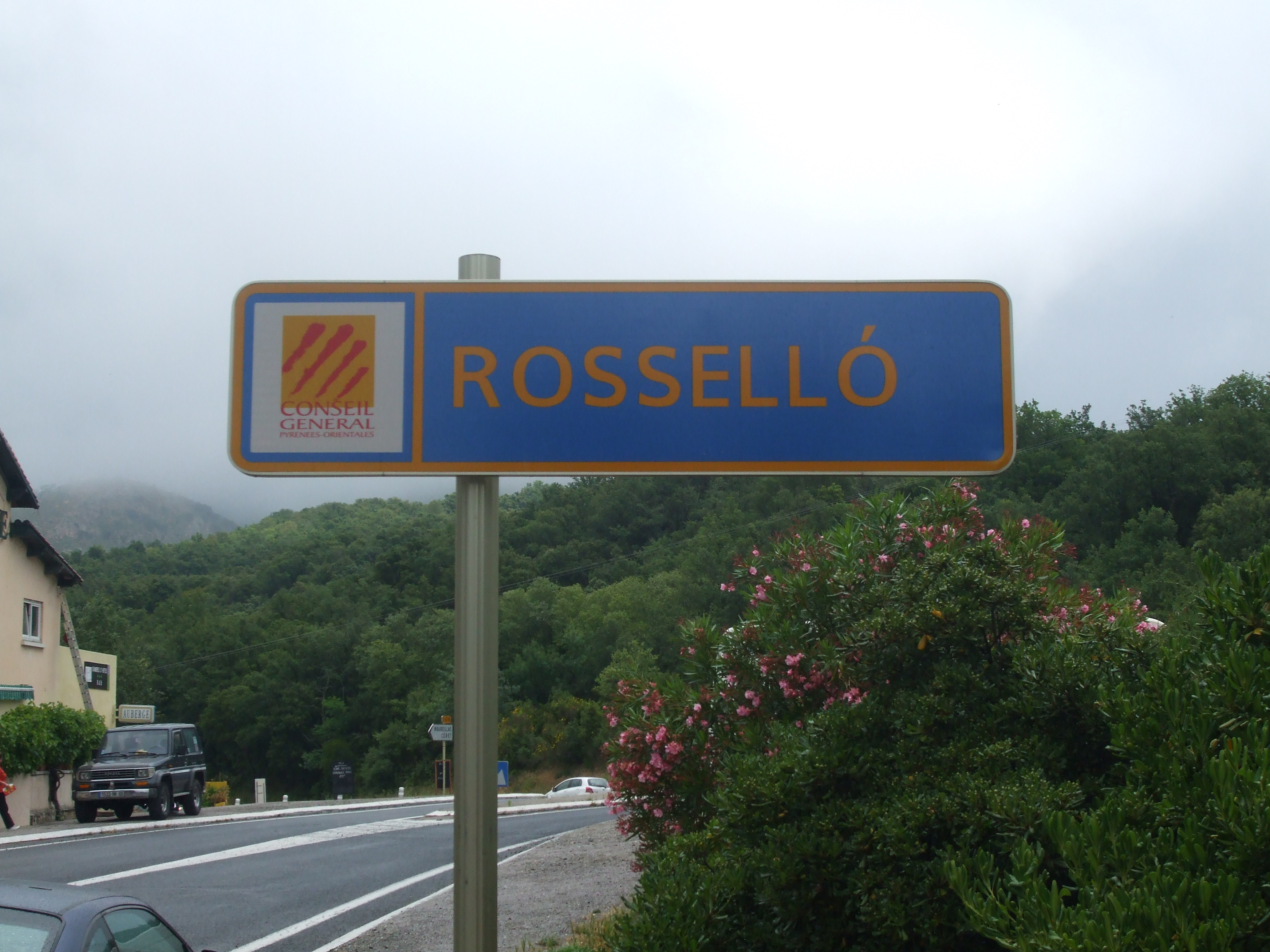
Katalanischsprachiges Straßenschild im 21. Jahrhundert

Das Rosselló ist eine Comarca Nordkataloniens im Süden von Frankreich. Die Hauptstadt Perpignan (katalanisch Perpinyà) ist zugleich die wichtigste Stadt Nordkataloniens.
Das Rosselló und die anderen Comarques in Nordkatalonien wurden infolge des Pyrenäenfriedens von 1659 vom restlichen Katalonien abgetrennt und Frankreich zugesprochen. Sie bildeten im Ancien Régime die Provinz Roussillon und seit 1790 das Département Pyrénées-Orientales, das bis Ende 2015 zur Region Languedoc-Roussillon gehörte und seit 2016 Teil der Region Okzitanien ist.